# اسلاب (توروك)
اسلاب هو دُوَّار يقع بجماعة ملعب، إقليم الرشيدية، جهة درعة تافيلالت في المملكة المغربية. ينتمي الدوّار لمشيخة توروك التي تضم 5 دواوير. يقدر عدد سكانه بـ 1014 نسمة حسب الإحصاء الرسمي للسكان والسكنى لسنة 2004.

## روابط خارجية
- البوابة الوطنية للجماعات الترابية
- المندوبية السامية للتخطيط